# تاريخ اليهود في بيلاروسيا

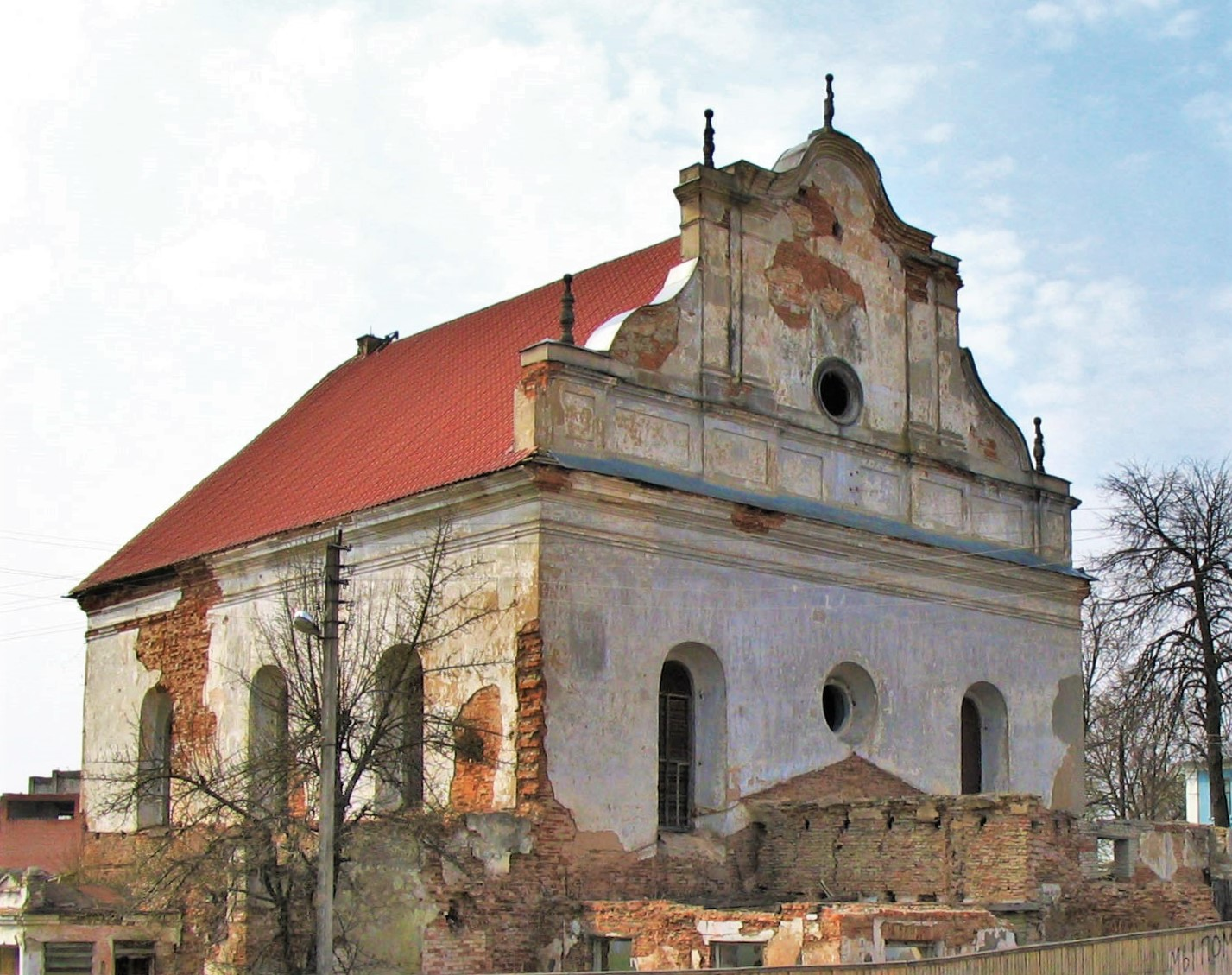

بدأ تاريخ اليهود في بيلاروسيا مبكرًا في القرن الثامن. عاش اليهود في جميع أرجاء أراضي بيلاروسيا المعاصرة. شكّل اليهود في النصف الأول من القرن العشرين ثالث أكبر مجموعة إثنية في البلاد. قبل الحرب العالمية الثانية، تناقص عدد السكان اليهود بشكل حاد من 910.000 إلى 375.000 بسبب الهجرات الجماعية، ومع ذلك كان اليهود ثالث أكبر مجموعة إثنية في بيلاروسيا، وبلغت نسبتهم 40% من نسبة سكان المدن والبلدات. في مدن مثل مينسك، وبينسك، وموجيلوف، وبابرويسك، وفيتيبسك، وغوميل تجاوزت نسبة السكان اليهود فيها أكثر من 50%. في الأعوام 1926 و1939 بلغ عدد السكان اليهود في بيلاروسيا بين 375.000 و407.000 أو ما نسبته 6.7%-8.2% من إجمالي عدد السكان، وهي نسبة أقل مما كانت عليه في العام 1897 البالغة 13.6% من مُجمل عدد السكان. خلال الهولوكوست قُتل في بيلاروسيا ما يقارب الـ 246.000 يهوديًا من أصل 375.000 –أي ما نسبته 60% من اليهود. وفقًا للتعداد الوطني للسكان في العام 2009، هناك 12.926 ممن يعتبرون أنفسهم يهودًا في بيلاروسيا. تقدّر الوكالة اليهودية أن عدد اليهود في بيلاروسيا يبلغ 20.000. مع ذلك، يُفترض أن عدد البيلاروسيين من ذوي الأصول اليهودية أكبر من ذلك.

## التاريخ المبكر
على مدار عدة قرون انضوت أراضي دولة بيلاروسيا المعاصرة وجمهورية ليتوانيا ضمن دوقية ليتوانيا الكبرى. لهذا السبب، يرتبط تاريخ اليهود البيلاروسيين ارتباطًا وثيقًا بتاريخ اليهود في ليتوانيا.
في فترة مبكرة تعود إلى القرن الثامن عاش اليهود في أجزاء من أراضي بيلاروسيا المعاصرة. اعتبارًا من تلك الفترة عملوا في التجارة بين روثينيا، وليتوانيا، ومنطقة البلطيق، وخصوصًا مع غداسنك، وفولين (في بوميرانيا)، وغيرها من المدن الواقعة على طول أنهار فيستولا، وأودر، وإلبه.
خضع أصل اليهود البيلاروسيين للعديد من التكهنات. يُعتقد أنهم جاؤوا مع موجتين هجرة يهودية متمايزتين. جاءت الموجة الأقدم وذات الحجم الأصغر كثيرًا إلى المنطقة التي أصبحت فيما بعد دوقية ليتوانيا الكبرى من الشرق. تحدث هؤلاء المهاجرون بلغات يهودية-سلافية ميّزتهم عن المهاجرين اليهود الذين جاؤوا فيما بعد إلى المنطقة من الأراضي الجرمانية.
في حين أن أصل أولئك اليهود الشرقيين غير مؤكد، تشير الأدلة التاريخية إلى قدوم هؤلاء اللاجئين اليهود من بابل، وفلسطين، والإمبراطورية الرومانية، واللاجئين اليهود الآخرين والمستوطنين في الأراضي الواقعة بين بحر البلطيق والبحر الأسود في المنطقة التي عُرفت فيما بعد باسم دوقية ليتوانيا الكبرى. نشأت الموجة اللاحقة والأكبر حجمًا من المهاجرين في القرن الثاني عشر واكتسبت زخمها بسبب الاضطهاد الذي لقيه يهود ألمانيا على أيدي الصليبيين. كانت اللغة التقليدية للغالبية العظمى من اليهود الليتوانيين هي اليديشية التي نمت بشكل رئيسي من اللغة الجرمانية والعبرية في القرون الوسطى، وتحدث بها المهاجرون اليهود الجرمان الغربيون.
دفعت الظروف الصعبة التي سادت في بيلاروسيا أوائل المستوطنين اليهود إلى تبني نمط حياة مختلف عن ذلك الذي اتّبعه إخوتهم في الإثنية الغربيون. في ذلك الزمن لم توجد مدن بالمعنى الغربي للكلمة في بيلاروسيا، ولم يكن ميثاق حقوق ماغديبورغ قد وُجد بعد أو ما يماثله من النقابات الحِرفية.
في البداية كانت بعض المدن التي أصبحت فيما بعد مراكز مهمة في حياة يهود بيلاروسيا مجرد قرى. جاء ذكر مدينة غرودنو، وهي إحدى أقدمها، لأول مرة في سجلات العام 1128. في وقت لاحق إلى حد ما أسس ياروسلاف الحكيم مدينة نافاروداك. وتأسست كيرلوف في العام 1250؛ وفوروتا وتويرميت في العام 1252؛ وآيروغالا في العام 1262؛ وهالشاني وكاوناس في العام 1280؛ وليدا، وتيلسياي، وفيلنيوس وتراكي في العام 1320.

## الازدهار المتزايد والميثاق العظيم (1320-1432)
مع حملة الدوق غيديمين واستيلائه على كييف وفولينيا (1320-1321)، اضطر ساكنو تلك المناطق من اليهود الانتشار في أرجاء المقاطعات الشمالية لدوقية ليتوانيا الكبرى. تتضح الأهمية المحتملة لليهود الجنوبيين في تطوير بيلاروسيا وليتوانيا في مكانتهم العددية في فولينيا في القرن الثالث عشر. وفقًا لما ذكره مؤرخ حوليات يصف جنازة الدوق الكبير فلاديمير فازيلكوفيتش في مدينة فلاديمير (فولينيا)، «بكى اليهود في جنازته وكأنهم يبكون سقوط القدس، أو كأنهم يُساقون إلى الأسر البابلي». من المحتمل أن يُشير هذا التعاطف لدى اليهود وتوثيقه ههنا إلى تمتع اليهود لفترة طويلة قبل تلك الحادثة بحالة ازدهار وتأثير كبيرة، وهو ما منحهم وضعًا خاصًا في ظل النظام الجديد. انخرط اليهود بشكل فاعل في تطوير المدن الجديدة خلال العهد المتسامح للدوق غيديمين.
لا يُعرف الكثير عن مصير اليهود البيلاروسيين خلال فترات الاضطراب التي تبعت وفاة الدوق غيديمين وتسلّم حفيده فيتاوتاس الحُكم في العام 1341. يدين اليهود للدوق فيتاوتاس بالفضل بسبب ميثاق الامتيازات الذي كان بالغ الأهمية بالنسبة لتاريخ اليهود اللاحق في بيلاروسيا وليتوانيا. تُعتبر الوثائق التي تمنح الامتيازات ليهود برست أولًا (1 يوليو 1388)، ولاحقًا ليهود غرودنو، وتراكي (1389)، ولوتسك، وفلاديمير (فولينيا)، وغيرها من المدن الكبرى تُعتبر أولى الوثائق التي تعترف باليهود في دوقية ليتوانيا الكبرى على أنهم جماعة قائمة بذاتها.
لا بُدّ وأن فترة طويلة من الزمن انقضت ليتمكن المستوطنون اليهود المتناثرون من تجميع أنفسهم بأعداد كافية اكتسبت زخمًا مهمًا لتشكيل مثل هذا تنظيم للحصول على امتيازات من الحكام الليتوانيين. لم يكن اليهود الذين يقطنون في البلدات الصغيرة والقرى بحاجة إلى مثل هذه امتيازات في ذلك الوقت، ويصف الكاتب أبراهام هاركافي نمط الحياة ذلك بقوله: «أدت عوامل الفقر النسبي، والجهل بالتعاليم اليهودية في أوساط اليهود الليتوانيين إلى تخلف تنظيم علاقاتهم بين المجتمعات المحلية». رغم ذلك فقد سرّعت عناصر قوية في هذا التنظيم مع نهاية القرن الرابع عشر. يُعتبر أهم هذه العناصر هو التعاون الذي جرى بين يهود بولندا وإخوانهم اليهود في دوقية ليتوانيا الكبرى. بعد وفاة كازيمير الثالث (1370)، تدهور الحال بالنسبة ليهود بولندا. ازداد تأثير الكهنة الرومان الكاثوليك في البلاط البولندي؛ ولم يولِ لويس الأول المجري اهتمامًا بالصالح العام لرعاياه، وبسبب حماسه المفرط لتحويل اليهود عن ديانتهم إلى المسيحية، إضافة إلى الهجرة اليهودية المتزايدة من ألمانيا، أصاب اليهود البولنديين الهلع بخصوص مستقبلهم.

### ميثاق العام 1388
بسبب ما تقدم ذكره يبدو على الأرجح أن اليهود البولنديين قد تعاونوا مع الجماعات البيلاروسية والليتوانية القيادية في استصدار ميثاق خاص من الدوق فيتاوتاس. تذكر مقدمة الميثاق ما يلي:
«باسم الله، آمين. جميع أفعال الرجال، ما لم تُعرف وتقيدها شهادات الشهود أو تسجل كتابةً، تدثر وتختفي وتُنسى. بناء عليه، باسمنا ألكسندر، أيضًا المسمى فيتوفت، بفضل الرب دوق ليتوانيا، وحاكم برست، ودوروغيش، ولوتسك، وفلاديمير، وغيرها، نعلن بموجب هذا الميثاق للأجيال الحالية والقادمة، أو لكل من يهمه أمر أن يعلم ويسمع به، وبعد المداولات اللازمة مع نبلائنا عن قرارنا بمنح جميع اليهود القاطنين في مناطق حكمنا الحقوق والحريات المذكورة في الميثاق التالي».
صِيغ الميثاق نفسه على نموذج الوثائق المشابهة له والتي منحها كازيمير الثالث وقبله دوق كاليش بوليسلاو لليهود في بولندا في العام 1084.